# 4403 Kuniharu
4403 Kuniharu (1987 EA) là một tiểu hành tinh vành đai chính được phát hiện ngày 2 tháng 3 năm 1987 bởi Yoshiaki Oshima ở Gekko.